# やっぱり!
「やっぱり!」は、日本のデュオ・花*花のメジャー4作目（通算10作目）のシングル。

## 概要
- 前作「ハナムケノハナタバ」から3ヶ月ぶりのシングル。
- メジャーデビュー後のシングル表題曲で初めておのまきこが作詞作曲を手掛けた。インディーズ期を含めると「赤い自転車」以来6作ぶりとなった。
- 表題曲はロッテ冷凍『スイカバー』のCMソングと、北川弘美主演のテレビドラマ『コンビにまりあ』の主題歌に起用された。初めて表題曲で複数のタイアップを手掛けた。
- 今作で『ミュージックステーション』に4度目の出演を果たした[1]。
- オリコンチャート初登場24位を獲得。4作連続でのトップ30入りを果たした。

## 収録曲
1. やっぱり!
作詞・作曲：おのまきこ
編曲：パパダイスケ
2. あなたへ…
作詞・作曲：おのまきこ
編曲：パパダイスケ
3. やっぱり! -instrumental-
作曲：おのまきこ
編曲：パパダイスケ
表題曲のインストゥルメンタルバージョン。
4. あなたへ… -instrumental-
作曲：おのまきこ
編曲：パパダイスケ
カップリング曲のインストゥルメンタルバージョン。

## 参加ミュージシャン
花*花
- こじまいづみ：Vocal (#1)、Chorus (#2)、Piano (全曲)
- おのまきこ：Vocal (#1,2)

Support Musician
- パパダイスケ：Mandolin & Tambourine (#1,3)
- 田村玄一：Guitar (#1,3)
- 岩井眞一：Guitar (#2,4)
- 光永巌：Bass (#1,3)
- 松永孝義：Bass (#2,4)
- 宮田繁男：Drums (全曲)
- 田辺晋一：Percussion (#2,4)
- 西村浩二：Trumpet (#1,3)
- 塩谷博之：Saxophone & Flute (#2,4)
- 松本治：Trombone (#1,3)
- 十亀正司：Clarinet (#1,3)
- 高桑英世：Flute (#1,3)
- 石橋雅一：Oboe (#1,3)
- 後藤勇一郎ストリングス：Strings (#2,4)

## タイアップ
- ロッテ冷凍『スイカバー』CMソング (#1)
- TBS系列ドラマ30『コンビにまりあ』主題歌 (#1)

## 収録アルバム
- spice (#1,2 h.mix)
- FOOT PRINT〜花*花WORKS 2000-2003 (#1,2 h.mix)
- ゴールデン☆ベスト シングル・コレクション (#1,2)
- 2×20 (#1,2 h.mix)